# مارك أنتوني (لاعب كرة قدم)
مارك أنتوني (بالإنجليزية: Marc Anthony)‏ (28 مارس 1978 بإدنبرة في المملكة المتحدة - ) هو لاعب كرة قدم أسترالي وبريطاني في مركز الوسط. لعب مع نادي برث غلوري ونادي ترانمير روفرز لكرة القدم ونادي سلتيك وCockburn City SC ‏ وبيرويك راينجرز وPerth RedStar FC ‏ وفورفار أثلتيك ‏ وStirling Macedonia FC ‏ ونادي كلايدبانك ‏.

## وصلات خارجية
- مارك أنتوني على موقع قاعدة بيانات كرة القدم.إي يو (الإنجليزية)
- مارك أنتوني على موقع Soccerbase.com (لاعب) (الإنجليزية)